# Сборная Сьерра-Леоне по футболу
Сборная Сьерра-Леоне представляет Сьерра-Леоне на международных футбольных турнирах и в товарищеских матчах. Управляющая организация — Федерация Футбола Сьерра-Леоне.

## Чемпионат мира
- 1930 — 1970 — не принимала участия
- 1974 — 1986 — не прошла квалификацию
- 1990 — не принимала участия
- 1994 — снялась с соревнований
- 1998 — 2022 — не прошла квалификацию

## Кубок Африканских Наций
- 1957 — 1968 — не принимала участия
- 1970 — снялась с соревнований
- 1972 — не принимала участия
- 1974 — не прошла квалификацию
- 1976 — не принимала участия
- 1978 — не прошла квалификацию
- 1980 — не принимала участия
- 1982 — не прошла квалификацию
- 1984 — не прошла квалификацию
- 1986 — не принимала участия
- 1988 — не прошла квалификацию
- 1990 — снялась с соревнований
- 1992 — не прошла квалификацию
- 1994 — групповой этап
- 1996 — групповой этап
- 1998 — снялась с соревнований во время квалификации
- 2000 — дисквалифицирована из-за гражданской войны в стране
- 2002 — 2019 — не прошла квалификацию
- 2021 — групповой этап
- 2023 — не прошла квалификацию